# Mussaenda soyauxii
Espèce
Mussaenda soyauxii Büttner est une espèce de plantes tropicales de la famille des Rubiaceae et du genre Mussaenda, endémique d'Afrique centrale.

## Étymologie
Son épithète spécifique soyauxii rend hommage au voyageur et botaniste allemand Hermann Soyaux (de) qui récolta les premiers spécimens au Gabon.

## Description
C'est une liane.

## Distribution
Assez rare, elle a été observée principalement au Gabon, également au Cameroun, dans la Région du Sud-Ouest.